# История на Пелопонеската война
„История на Пелопонеската война“ е историческо съчинение, написано от древногръцкия историк Тукидид през 5 век пр.н.е. Съчинението описва главно Пелопонеската война, но и историческото развитие на Елада и на земите в Източното Средиземноморие преди Пелопонеската война.
Поради преждевременната си смърт, Тукидид не успява да завърши съчинението си и разказът стига до събитията от 411 г. пр.н.е. По отношение на хронологията Тукидид е взискателен и последователен, за разлика от Херодот.

## Външни препракти
- The Internet Classics Archive | The History of the Peloponnesian War by Thucydides //  classics.mit.edu.   Посетен на 16 март 2023. (на английски)

- Георги Гочев. За историческия метод на Тукидид. Сайт на проф. Богдан Богданов, май 2010.